# Zodacita
La zodacita és un mineral de la classe dels fosfats, que pertany al subgrup de la calcioferrita. Rep el seu nom de Peter Zodac (1894-1967), fundador i editor durant molt de temps de la publicació Rocks and Minerals.

## Característiques
La zodacita és un fosfat de fórmula química Ca₄Mn²⁺Fe³⁺₄(PO₄)₆(OH)₄(H₂O)₁₂. Va ser aprovada com a espècie vàlida per l'Associació Mineralògica Internacional l'any 1987. Cristal·litza en el sistema monoclínic. La seva duresa a l'escala de Mohs és 4.
Segons la classificació de Nickel-Strunz, la zodacita pertany a «08.DH: Fosfats amb cations de mida mitjana i gran, (OH, etc.):RO₄ < 1:1» juntament amb els següents minerals: minyulita, leucofosfita, esfeniscidita, tinsleyita, jahnsita-(CaMnFe), jahnsita-(CaMnMg), jahnsita-(CaMnMn), keckita, rittmannita, whiteïta-(CaFeMg), whiteïta-(CaMnMg), whiteïta-(MnFeMg), jahnsita-(MnMnMn), kaluginita, jahnsita-(CaFeFe), jahnsita-(NaFeMg), jahnsita-(NaMnMg), jahnsita-(CaMgMg), manganosegelerita, overita, segelerita, wilhelmvierlingita, juonniïta, calcioferrita, kingsmountita, montgomeryita, arseniosiderita, kolfanita, mitridatita, pararobertsita, robertsita, sailaufita, mantienneïta, paulkerrita, benyacarita, xantoxenita, mahnertita, andyrobertsita, calcioandyrobertsita, englishita i bouazzerita.

## Formació i jaciments
Va ser descoberta a l'àrea de Cubos-Mesquitela-Mangualde, a Mangualde, al Districte de Viseu (Portugal). També ha estat descrita a la mina Hühnerkobel, a Rabenstein (Baixa Baviera, Alemanya). Són els dos únics indrets on ha estat trobada aquesta espècie.